# Acidalia Planitia
Acidalia Planitia je planina na povrchu Marsu, která se nachází na severní polokouli východním směrem od oblasti Tharsis, na západ od Arabia Terra a severně od Valles Marineris. Planina se rozkládá na území o šířce asi 2300 km. Na planině se nachází i oblast Cydonia, na které byl pozorován útvar známý pod názvem „tvář na Marsu“, který, jak se později ukázalo, není nic jiného než přírodní útvar.
Pojmenována byla v roce 1973. V dnešní době existuje geologická mapa oblasti s rozlišením 1:1 000 000.